# 圣博内勒特龙西
圣博内勒特龙西（法語：Saint-Bonnet-le-Troncy，法語發音：[sɛ̃ bɔnɛ lə tʁɔ̃si]）是法国罗讷省的一个市镇，属于索恩河畔自由城区。

## 地理
圣博内勒特龙西（46°5'6"N, 4°25'38"E）面积15.65 平方千米，位于法国奥弗涅-罗讷-阿尔卑斯大区罗讷省，该省份为法国中东部省份，北起顺时针与索恩-卢瓦尔省、安省、里昂大都会、伊泽尔省和卢瓦尔省接壤。
与圣博内勒特龙西接壤的市镇（或旧市镇、城区）包括：朗沙勒、莫拉蒙塔涅。

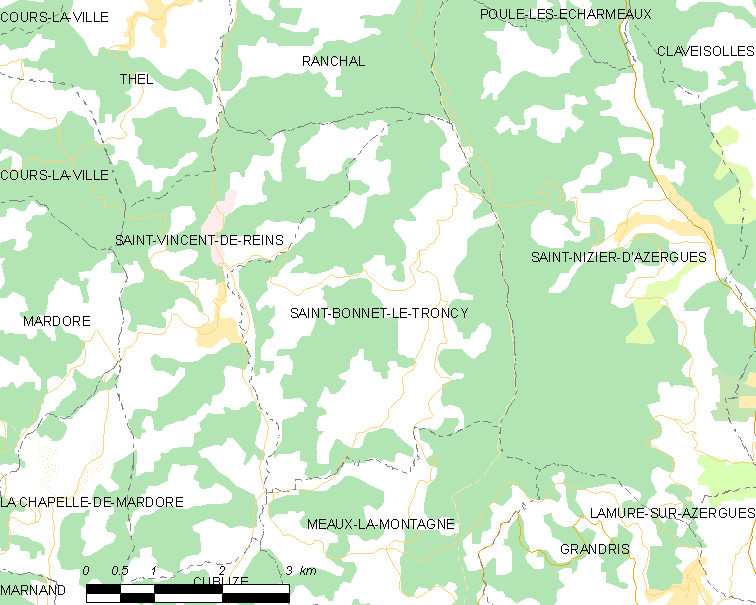
圣博内勒特龙西的OSM定位图

圣博内勒特龙西的时区为UTC+01:00、UTC+02:00（夏令时）。

## 行政
圣博内勒特龙西的邮政编码为69870，INSEE市镇编码为69183。

## 政治
圣博内勒特龙西所属的省级选区为蒂济莱布尔县。

## 人口

1962-2008年间圣博内勒特龙西人口变化图示

圣博内勒特龙西于2022年1月1日时的人口数量为311人。